# 히다카토베쓰역
히다카토베쓰역(일본어: 日高東別駅)은 일본 홋카이도 니캇푸 군 신히다카정에 위치한 홋카이도 여객철도 히다카 본선의 철도역이다. 단선 승강장 1면 1선의 구조를 갖춘 지상역이다.

## 이용 현황
- 1981년도 : 31명
- 1992년도 : 40명

## 역 주변
- 히다카 국제 컨트리 클럽

## 역사
- 1958년 7월 15일 : 일본국유철도 히다카 본선의 히다카토베쓰역으로서 개업. 여객 취급만.
- 1987년 4월 1일 : 일본국유철도 분할 민영화에 의해, 홋카이도 여객철도가 승계.
- 2023년 4월 1일 : 폐역.

## 인접 역
| 홋카이도 여객철도 히다카 본선 | 홋카이도 여객철도 히다카 본선 | 홋카이도 여객철도 히다카 본선 |
| ----------------------------- | ----------------------------- | ----------------------------- |
| 하루타치 도마코마이 방면      | ■ 히다카 본선                 | 히다카미쓰이시 사마니 방면    |